# 神乐署
39°52′44″N 116°24′20″E / 39.878827°N 116.405543°E

神乐署入口门匾

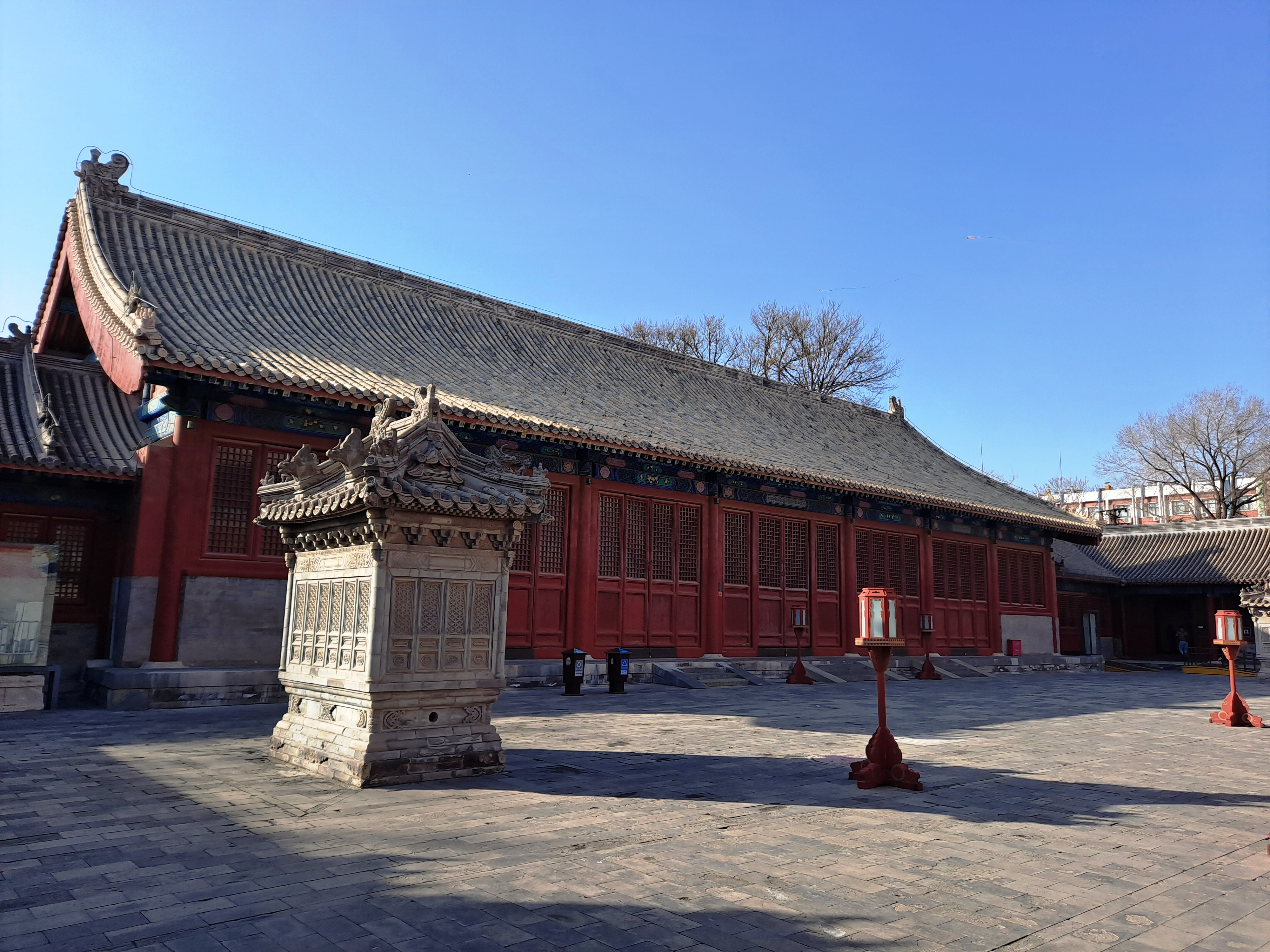
天坛公园神乐署

神乐署位于北京天坛西门内稍南侧，坐西向东，是天坛五组大型建筑之一，是专司明清两代皇家祭天大典乐舞的机构。也称天坛道院。

## 建筑规格
神乐署建筑总平面呈东西长南北短的长方形，为两重殿宇的三进院落，神乐署大门朝东，前殿五开间，明称太和殿，清康熙年间改名为凝禧殿，用于排演祭祀大典；后殿七开间，原名玄武殿明末改称显佑殿，用于供奉玄武大帝以及诸乐神；殿后还有袍服库、典礼署、奉祀堂等建筑，东跨院由通赞房、恪恭堂、正伦堂、候公堂、穆佾所等建筑，西跨院有掌乐堂、协律堂、教师房、伶伦堂、昭佾所等建筑。据史料记载，天坛神乐署除了上述建筑之外还建有大量的茶棚、酒楼、药铺等建筑，在神乐署围墙内甚至还有一座关帝庙。

## 历史

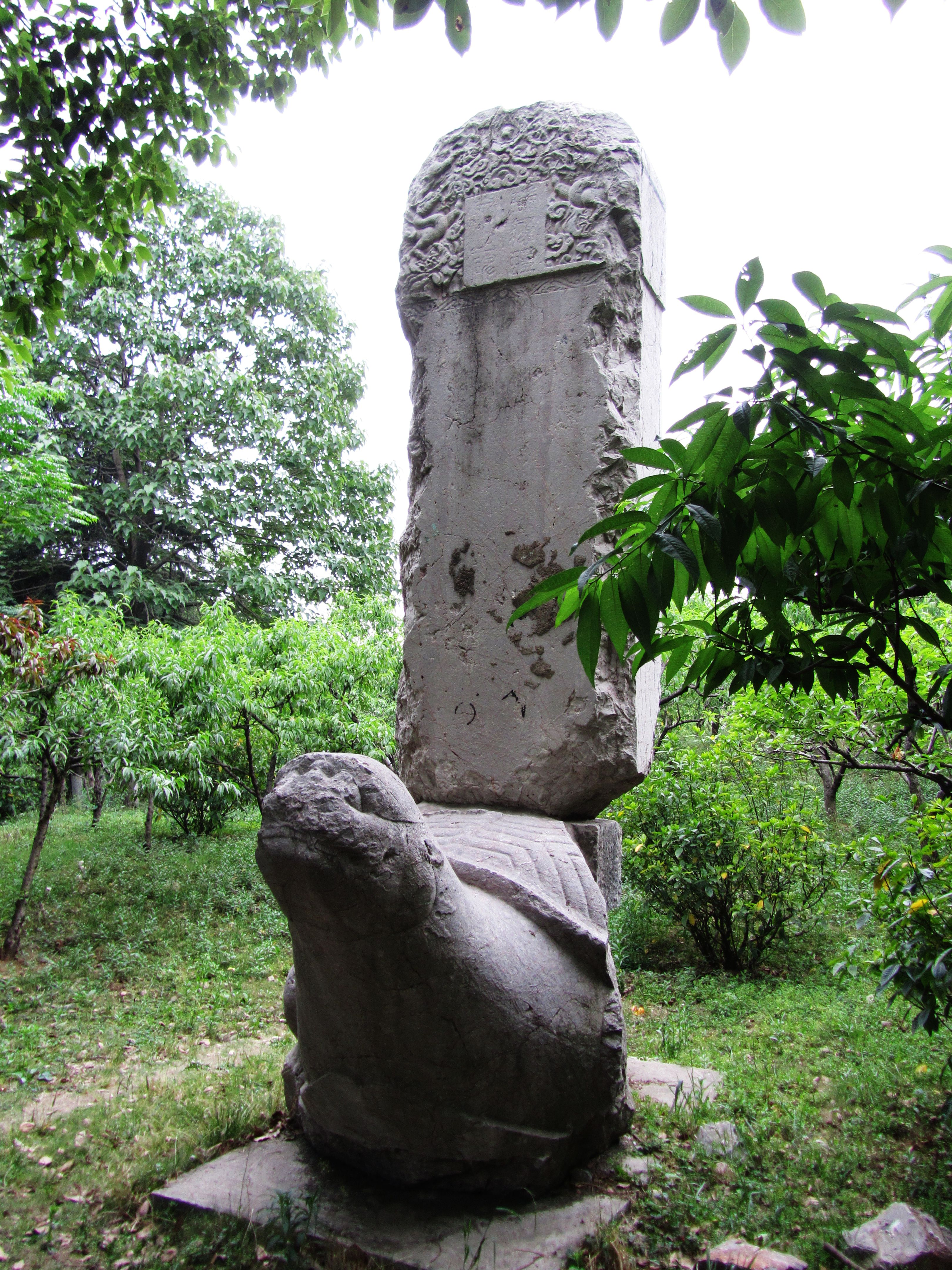
南京明代神乐观遗物澧泉井碑

神乐署建于明永乐十八年，称作神乐观，顾名思义是一所专司祭祀音乐的道观，神乐观出现的历史背景是这样的，明朝初年的两位重要皇帝明太祖朱元璋和明成祖朱棣都非常虔诚地信奉道教神明真武大帝，认为真武大帝在争夺帝位的战争中保佑了他们，因此在一些重要的祭祀中使用道教音乐，明成祖甚至御制《大明御制玄教乐章》作为祭祀音乐的国家标准,而后者也被收录在道教经典集成《道藏》中。明神乐观的主要负责人为提点，其副手称为左右知观，此外还有协律郎、司乐等职务。 
明朝的神乐观不仅仅是一处皇家祭祀机构，同时也是市民休闲娱乐的去处，一方面是每年随同皇帝赴天坛祭祀的各级官员会在神乐署赁房居住，另一方面是神乐观中的道士种植花草、配制草药的技术在市民中口碑极好，人们纷纷到这里欣赏花木购买草药，当时神乐署中仅药铺就有保合堂、保龄堂、育生堂、广德堂、天德堂、瑞德堂等数家，久而久之神乐署便成为北京的一大庙会，一直繁盛到清朝初叶。据清人《帝京岁时纪胜》的记载“帝京午节入坛内神乐观前摸壁赌墅陈疏肴酌余酒喧呼于夕阳之下竟日忘归”。
清乾隆年间由于神乐观游客过多疏于管理，甚至发生了游客翻墙进入天坛禁地的案件，引起乾隆皇帝的不满，他将神乐观改为神乐署，遣散了神乐观原有的道士改由八旗子弟中俊秀者充任，驱散了神乐署的庙会，并且禁止观中道士种植花木，但由于道士们配制的草药在民间颇有口碑因而观中各大药铺得以保留。清神乐署设有署正、署丞、协律郎、司乐等官职。当时京城各个皇家祭坛的祭祀乐舞生皆由天坛神乐署生员中选拔充任。
1900年庚子之变时八国联军驱散了署中人员，据神乐署为兵站，从此神乐署开始了衰败的历史；1914年袁世凯下令迁出了神乐署中所有药铺；此后林艺试验场、燕乐研究院、传染病医院、中央防疫处、生物制作所等机构先后占用神乐署作为办公地点。1937年抗日战争爆发后，日军西村部队(1855部队)将司令部设在署中，并在这里进行细菌战的实验与研究。1949年后，神乐署的建筑逐渐被变为民房，凝禧殿成为仓库，显佑殿变为机关食堂，到2002年整个神乐署仅有凝禧殿、显佑殿、廊房、山门等为数不多的建筑遗存。

## 神乐署与道教宣真派
道教宣真派又称乐舞生，自称为道教正一派的信徒，因为崇拜真武大帝而被称为“宣真派”，但《诸真宗派总簿》中并未收录宣真派，故而宣真派只能算是道教正统门墙外的一个支流。
宣真派道人不着道袍、不读道教经律、不吃斋饭、并且能够娶妻生子，也不居住在道观中，而是与普通市民一样在市井中居住，因而被称作“火居道人”，（由于宣真派不守道教的清规戒律因而这个词后来被用来讽刺那些不守戒律的道人）。宣真派道人靠皇室供给的俸禄维持生计，负责一切皇家祭祀的乐舞礼仪，这些祭祀包括：冬至祭圜丘坛；夏至祭方泽坛；春祭先农坛、帝王庙；春分祭朝日坛；秋分祭夕月坛；秋丁祭国子监、文庙；春秋二祭，即祭太庙、祭社稷坛。因而从这一角度看来，他们更像是皇室雇佣的公务员而非教士。
宣真派的道观中处于首领地位的是北京天坛的神乐署，此外在北京还有药王庙、城隍庙、三官庙、关帝庙、火神庙、崇真观、白衣庵等多处，此外正阳门瓮城中的两座小庙：东真武西关帝也均为宣真派道观。但是所有这些宣真派道观都不归当时道教的最高管理机构道录司管理，与其他的道教宫观也没有任何宗教事务方面的联系，从这个角度看，这些宣真派宫观更像是政府机构而非宗教场所。
宣真派缘起于明朝，是随着天坛神乐观的建立而产生的，同时也随着天坛神乐署的衰败而消亡，到了1911年后，由于祭祀制度的彻底消失，典礼音乐也与宣真派一同消失在历史的长河中了。

## 神乐署现状

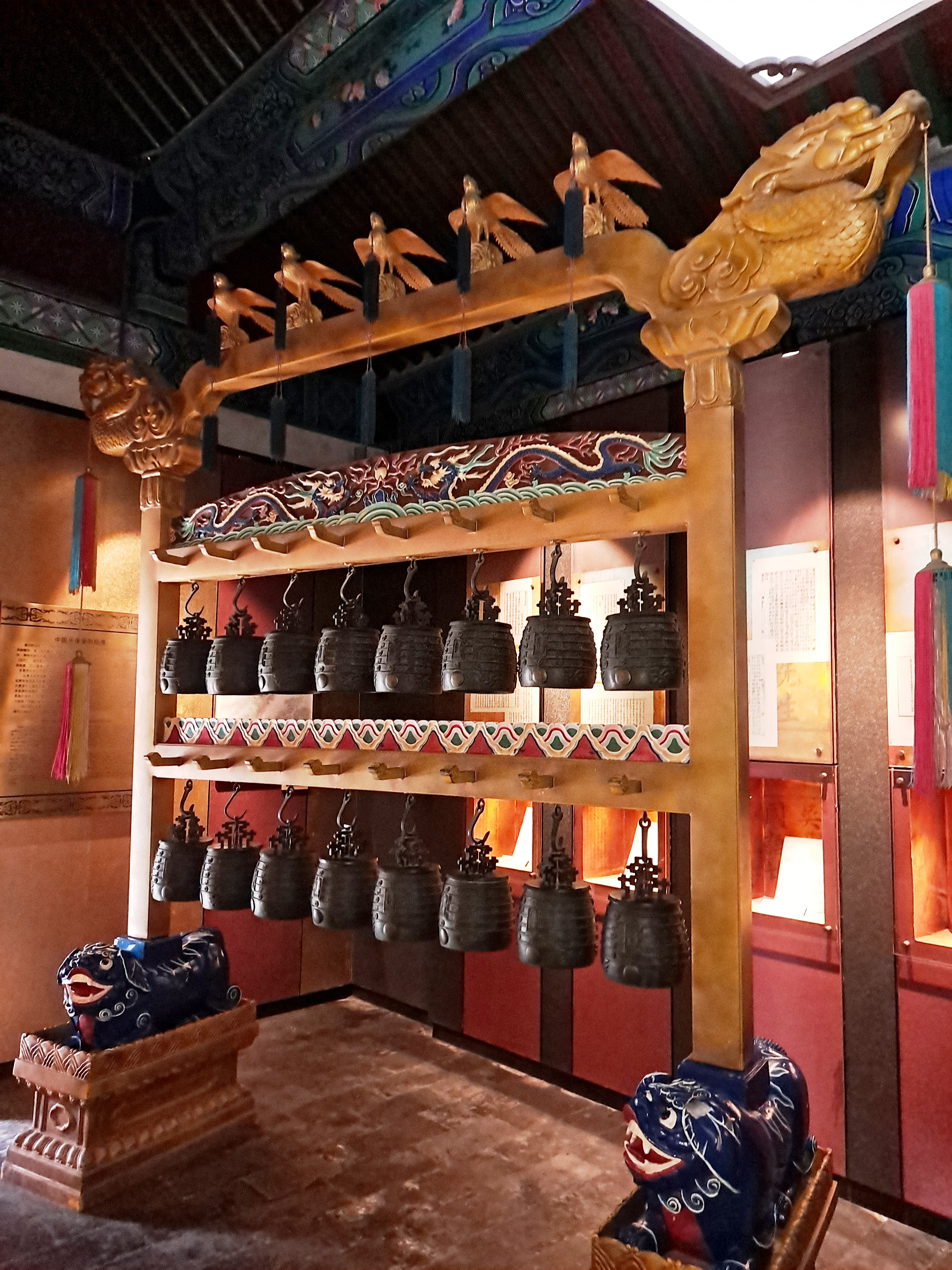
古代音乐博物馆

在经历了1900年以来百余年的破坏之后，天坛神乐署已经破败不堪，所余建筑不多，仅有部分主体建筑得以保留。
2002年北京市人民政府设立“3.3亿文物抢险修缮计划”将天坛神乐署列名其间，迁出署内所有居民，开始重建神乐署的工程，到2004年9月20日神乐署重建工程正式竣工。
目前天坛神乐署作为古代音乐博物馆向公众开放，馆中陈列展示了神乐署历史、乐律、词曲、琴瑟、鼓和埙笙等乐器、中和韶乐、舞蹈服饰等，其中的展品均可以实际演奏，并且辟有盲文解说词。